# ナイトクライ
『ナイトクライ』（NightCry）はヌードメーカーによって開発されたインディーゲーム。ホラーアドベンチャー『クロックタワーシリーズ』の精神的続編である。
2016年3月29日にPC版が発売され、2019年1月31日にPlayStation Vita版が発売された。

## 概要
『クロックタワー』の生みの親である河野一二三が、同シリーズの版権元であるカプコン、サンソフトの許諾を得た上で制作した精神的続編。同シリーズの「大ハサミを持った殺人鬼」「非力な主人公の閉所での逃走劇」という特徴を継承しつつ、新たな作品として開発されている。実写トレイラームービーは『呪怨』で知られる映画監督の清水崇が手掛け、13分という短編映画並のボリュームとなっている。
舞台は豪華客船。戦う力を持たない主人公が、巨大なハサミを持つ正体不明の殺人鬼「シザーウォーカー」や怪奇現象に追われながら生還を目指す。ゲームは『クロックタワー』に倣ったポイント・アンド・クリックでフィールド内のキャラクターに間接的な指示を与えるシステムとなっている。

## 沿革
2014年、クロックタワー生誕20周年に向けたホラーゲーム製作企画「Project Scissors」として立ち上がる。昨今のゲーム業界では敵から逃げるだけのホラーやクリック＆ポイント系のゲームにはパブリッシャーが開発費を出さないため、マーケットやユーザーに縛られず河野自身が作りたいものを作るべくインディーゲームの方向を採った。また、ヌードメーカーに『クロックタワー』の版権が無い事情に加え、過去の栄光に立ち返るのではなく新たな原点を築くという意図で新規IPとなる精神的続編とした。
操作方法は『クロックタワー』と同様のクリック＆ポイントとすることは最初から決定していた。このシステム自体『クロックタワー』発売当時から賛否があり、現代に出すなら尚更ダイレクトな操作を求められるが、そのような操作方法なら他にいい作品はいくらでもあり、わざわざ自分がインディーズでクラウドファンディングを使ってまで作る必要性はないと河野は語っている。闘会議へ出展した際には、操作系を含むゲームの根幹に関わる部分への否定はほぼ無かった。
当初は資金的な兼ね合いからAndroid、iOS対応のスマートフォン/タブレットPC用アプリとしての開発を想定していたが、いざ作り出すと河野自身が「絶対に家庭用ゲーム機向けに作りたい」というという気持ちが抑えられなくなり、アプリとPS Vita用ソフトとして発表。続いてユーザーからの要望の多いPC版に対応するべく、Kickstarterにてクラウドファンディングによる資金調達を開始する。キャンペーンは成功し、PC版のリリースが決定する。CAMPFIREでも資金を募り、日本語音声の追加も決定。全体的なグラフィックの強化も行われた。出資者の何人かは作中にモブキャラクターとして登場している。
その後の2016年3月29日、最後に決定したPC版が最初に発売された。陰鬱な物語性は一定の評価を獲得したものの、バグの多さや操作の最適化不足が影を落とし、当初発表されたPS Vita版はUnityのコンバート作業が難航。PC版で判明した課題をテコ入れし、遊びやすさの向上を図りつつ開発を続け、実際にPS Vita版が発売したのはPC版から3年を経た2019年1月31日だった。予定されていたアプリ版はいずれも発売されず、資金調達の際に公言されていたPlayStation 4版とXbox One版も実現しなかった。

## あらすじ
2016年8月。大学生のモニカは友人らと共にレナード教授に引率され、豪華客船オシアネス号に乗船していた。クルーズはヴェネツィアから始まり、サウサンプトンに立ち寄り、大西洋を横断してカリブ沖を航海している。モニカらはエーゲ海でのフィールドワークを終え、帰途に着いている最中だった。
クルーズが始まって1週間。船内でカクテルパーティーが催された中、会場を抜け出したモニカが船内を歩いていると、友人が目の前で惨殺される。戦慄するモニカの前に巨大なハサミを持った殺人鬼「シザーウォーカー」が現れ、次々と乗客を殺害してはオシアネス号を惨劇の舞台へと変えてしまう。一方、状況を打破するべくその糸口を求めて付近の島に降り立ったレナード。そしてモニカと同じくレナードに引率されていたルーニーも恐怖の渦中へと飲み込まれていくのだった。

## ゲームシステム
クリックポイント
クロックタワーシリーズと同様、カーソルの移動とクリックの組み合わせによって、移動、アイテムの入手・使用、選択肢の決定などの全てのアクションを行う。本作PC版はマウスポインタで対象物を選択し、調査可能な対象物（クリックポイント）にマウスポインタを合わせるとマーカーが表示される。その状態でクリックすることにより、その箇所を調査し、ドアや階段であればそこを経由して別のエリアへ移動する。何も無い場所をクリックするとその方向に主人公が歩く。ダブルクリックで走る。しかしクロックタワーシリーズと異なり、クリックポイントにカーソルを近付けた際の吸着がなくなっているため、マーカーが表示される箇所を注意深く探す必要がある。また、フィールドは『クロックタワー3』や『DEMENTO』のようなフルスケールの3D空間で描写され、これらと同様に主人公の位置に合わせてカメラワークが移動する。
PS Vita版では操作方法が変更されており、カーソルではなくLRボタンで画面上のクリックポイントを選択する形式になった。カーソルが無くなったため主人公は左スティックで直接操作する。
通常探索モード
シザーウォーカーに追跡されていない状態。調査や脱出へのフラグ立てはこの状態でしか行えない。この状態の時に、特定の地点を調べて敵出現のフラグを立てることによりシザーウォーカーが出現し、逃走状態に移行する。『クロックタワー2』以降と異なり、時間経過によるランダムな出現は無い。
逃走モード
主人公が殺人鬼シザーウォーカーに追跡されている状態。何らかのイベントによってシザーウォーカーを撃退、もしくは回避しない限り解除されない。このパートでは主人公の後方視点に切り替わる。シザーウォーカーとの距離を把握するには後ろを振り返る必要があるが、当然その間は前方が見えなくなる。全力疾走も可能だが体力の消耗が激しい。また、躓いて転んでしまう場合もある。追いつかれるとパニックモードに入る。
パニックモード
シザーウォーカーに追いつかれた際の揉み合いなど主人公に危機が迫った際にパニック連打が発生し、成功すれば一時的に凌げる。失敗すると殺されてゲームオーバー。成功に必要な連打量は体力に応じて変わり、疲れているほど連打量が増えて回避が難しくなる。
息切れ
主人公には体力の概念があり、『クロックタワー』同様に走ると減少して息切れを起こしていく。体力が尽きると主人公はその場にしばらくへたり込んでしまい、この状態でシザーウォーカーに追いつかれるとパニックモードにもならず即座に殺される。歩いたり立ち止まると回復する。
撃退ポイント
特定の部屋に存在する、シザーウォーカーを回避もしくは撃退するクリックポイント。隠れてやり過ごしたり、何らかの道具を使ってシザーウォーカーを撃退する。道具で撃退するポイントはそれぞれ1度だけ利用可能。隠れるポイントは1度目は凌げるものの、2度同じ場所に隠れると見つかってしまう。クロックタワーシリーズのようにランダム要素は無く、隠れる瞬間を見られたか否かも影響しない。
息潜めモード
特定の隠れポイントなどでは、動く心臓型サークルにポインタを合わせて息を止めるミニゲームが挟まる。成功すればやり過ごせるが、失敗すると主人公が恐怖に耐えきれず飛び出したり、居場所がばれてすぐに殺されてしまう。
ゲームオーバー(Dead end)
敵の攻撃やトラップによって主人公が死亡してしまうとゲームオーバー(デッドエンド)となり、タイトル画面に戻る。クロックタワーシリーズのような直前からのコンティニューは存在せず、最新のセーブデータやフローチャートからやり直すしかない。
トラップや選択ミスによる死亡はゲームオーバーリストに追加されていき、タイトル画面から体験済みの死亡ポイント一覧を参照可能。
スマートフォン
主人公の所持するスマートフォンを使って電話を掛けたりSNSの参照が可能。どちらもフラグ立てや謎解きのヒントを探すのに利用するが表示言語は全て英語であり、日本語訳は存在しない。
ライトの点灯も可能であり、暗所ではライトを点けていなければクリックポイントが反応しない場合がある。しかしライトを点けている間はバッテリーが減っていき、無くなるとスマートフォン自体が使えなくなる。各所に配置された充電器を使うと充電が可能で同時にセーブもされる。
セーブ
どこでもセーブが可能だった『クロックタワー2』や『ゴーストヘッド』と異なり、本作は前述のスマートフォンの充電によるセーブか、チェックポイント通過時にオートセーブされる。アップデートにて随所にオートセーブポイントが設けられた。セーブスロットは1箇所のみで、充電器でセーブしてもオートセーブポイントを通過すると上書きされる。
フローチャート
プレイヤーの行動によるルート分岐をフローチャートで確認可能。行動に応じて細かく分類されており、チャート内の通過済みチェックポイントからは自由に再開可能となっている。しかし前述のセーブの制約もあるため、死亡時の再開も直前ではなくオートセーブされた箇所まで戻される形となる。
マルチエンディング
フラグ立ての流れによってエンディングが分岐し、全8種類のエンディングが用意されている。一度迎えたエンディングはエンディングリストに追加され、一覧から視聴可能になる。
怪奇現象
探索中に怪奇現象に遭遇する場合がある。遭遇した怪奇現象はリストに記録される。
おまけ要素
今作のおまけ要素はエンディング、ゲームオーバー、怪奇現象のリスト収集のみであり、過去のクロックタワーシリーズに存在した、コスチュームチェンジ、設定資料、ムービー鑑賞、おまけミニゲームなどのクリア特典は存在しない。河野は「純粋に本編を作り込むことに精一杯で隠し要素を入れる余裕もなかった」と語っている。

## 登場人物
声優表記は「日本語 / 英語」の順。

### 主人公
モニカ・フローレス (Monica Flores)
声 - 名塚佳織 / ハンナ・グレース
チャプター1の主人公。オシアネス号に搭乗している女子大生。21歳。社交的な性格なので友人は多いが、実際はかなりの気分屋でミーハーであり、親友は少ない。特に対照的な性格のルーニーとは仲が悪い。玉の輿を夢見ているが、それは貧困層出身で7人兄弟の長女という立場故に兄弟に楽をさせたいという思いからであり、現在も大学にはアルバイトを掛け持ちして通っている苦労人。酔い覚ましにパーティーを抜け出した際にシザーウォーカーと遭遇し、ハリーの血で汚れたパーティードレス姿のまま必死の逃亡劇を繰り広げる。
チャプター3ではチャプター1を経て負傷・疲弊した状態で登場。犬猿の仲だったルーニーと協力して共に脱出を目指す。
レナード・コスグローブ (Leonard Cosgrove)
声 - 小山力也 / ジャック・メルルッツィ
チャプター2の主人公。文化人類学の学者である大学教授で、モニカやルーニーの引率者。55歳。ルーニーにとっては父親代わりにあたる。ロジカルな思考を持つ現場主義者。数多くのオカルトの欺瞞を暴いてきたが、本心はロマンチストなオカルト愛好家で、いつか本物の超常現象に出会いたいと思っている。
惨劇の最中、ボートで付近の島に助けを求めに行くが、結果として怪しげな集団のアジトに飛び込んでしまう。島を探索した末に捕らわれていたジェロームを救出し、敵の目的がオシアネス号だと知って皆を助けるべく引き返すが、その途中に何者かに襲われてしまう。チャプター3にてルーニーに発見された時には首から下の肉が全てそぎ落とされ、骨と臓器だけの状態を機械と培養液漬けで無理矢理生かされるという凄惨な姿となっており、スピーカーを通じて自身を殺すように訴える。最後はルーニーに生命維持装置を切られ、安楽死させられた。
彼が主人公となるチャプター2ではシザーウォーカーに襲われないが、代わりに仮面の集団に見つからないように立ち回る必要がある。
ルーニー・シンプソン (Rooney Simpson)
声 - 松井恵理子 / ジェニー・シミズ
チャプター3の主人公であり、本作で最も長く操作する主人公。22歳。モニカと同じ大学に通うが、彼女とは対照的に社交性ではなく、生真面目で地味な性格。ある事件が原因で希死念慮を持ち、「死にたがりのルーニー」という陰口を叩かれては浮いた存在となっている。幼少期に両親が離婚したが、双方が引き取りを拒否したために遠縁のレナードの元で暮らしてきた。その性格のため華やかなパーティーには乗り気でなく、正装もせず渋々参加するが、そこで出会ったジェロームと親しくなる。しかし彼に誘われるまま向かった個室にてシザーウォーカーに襲われ、ジェロームとも生き別れて船内を逃げ回る羽目になる。普段の陰気さとは裏腹に追い詰められると大胆な反撃に出る面もあり、最終局面では「カッシートの眼」でシザーウォーカーに命令するべく自身の眼球を抉り取るという常軌を逸した行動を取っている。
直接の関連性は無いが、『クロックタワー』の主人公であったジェニファーと同じ姓を持つ。クリス・ダリルによるコンセプトアートではジェニファーのように額を出した長髪でスカートも履いていたが、最終的に別のデザインになった。

### 主要人物
ジェローム・テュリオ (Jerome Theuriau)
声 - 水野駿太郎 / ジョナサン・シェア
オシアネス号に乗船している青年で、世界的に有名な指揮者。28歳。断続的な記憶の混濁に悩まされている。幼少期に両親に捨てられており、自身と似た境遇のルーニーに興味を持ち、彼女を自分の部屋に誘う。現れたシザーウォーカーを押さえつけ、ルーニーに逃げるように訴えるが、その後は何者かによって島に拉致されており、レナードに救出される。レナードが襲撃を受けた後は船内にて健常な姿でルーニーと再会し、彼女と協力する。
実はヴィゴの息子だが、母親はヴィゴの娘であるヨランダであり、ヴィゴの日記には「私の息子でもある彼は、私の孫である」と書かれている。クライマックスでは突如として豹変し、ヴィゴを父と呼んで心酔するようになっており、仮面を付けてルーニーに襲い掛かるも背後からモニカに殴り倒された。彼が何故このような行動に出たのか、どのような心情の変化があったのか、殴られた後はどうなったのかは一切語られない。
エリック (Eric)
声 - 宮野真守 / クリス・ウェルズ
オシアネス号の乗務員であり、フロントマン。どこか近寄り難い雰囲気を持ち、惨劇の中でも不自然なほどに落ち着いている。「切るのは楽しい」と口にしたり、子供の頃に昆虫の羽を毟っていた事を仄めかすなど性格面でも狂気を感じさせ、怪しげな行動が目立つ。その一方でルーニーに協力したり、抗生物質を渡してルーニーとモニカの命を救うなど、彼女らを助ける行動も取っている。よく首を掻く仕草をするが、掻いている箇所は血が流れている。あるエンディングではルーニーもモニカも死亡した中でただ一人生還を果たしている。作中でも特に謎多き人物であり、これらの不可解な点に関してはいずれも回答が示されない。
ヴィゴ・ボラドソフ (Vigo Boradsov)
声 - 柴田秀勝 / バリー・ジャーディ
オシアネス号のオーナーである片目の老人。義眼の消毒中、モニカにアルコールランプの火を点けてもらう。
実は一連の事件の黒幕であり、シザーウォーカーを呼び込んだ張本人。仮面の集団の統率者でもある。クライマックスではルーニーに「君も一緒に旅立とう、我々の永遠の世界へ」と言っているが、その具体的な目的や事件を起こすに至った経緯は明かされず、機械翻訳された日記で断片的な情報が提示されるのみである。最後は「カッシートの眼」でルーニーに命令されたシザーウォーカーに反逆され、斬殺された。
英語声優のバリー・ジャーディは『クロックタワー2』でリックとサリバンの役を担当していた。
コニー (Connie)
声 - 清水愛 / ソネス・スティーブンス
ルーニーの前に度々現れる白いドレスの少女。サンハットで顔を隠している。ルーニーの幼馴染であり既に死亡している。自身の死がルーニーの所為だと嘲り、執拗にルーニーに自殺を促していた。
しかし実は元々コニーはルーニーに意地悪ばかりをしており、風に飛ばされたコニーの帽子をルーニーが取ってあげようとした際、彼女をボートから突き落とそうとして誤って湖に転落。そのままスクリューに巻き込まれただけという自業自得の死であった。この事実をルーニーに告げられると癇癪を起こすが、「許しを乞うつもりはない」「私は生きる」とルーニーに突き放され、以降は現れなくなる。

### その他の人物
ハリー (Harry)
声 - 岩﨑洋介 / エリック・ケルソー
モニカの友人の一人。パーティー会場を抜け出したモニカと会話するが、彼女の機嫌を取ろうと自動販売機でジュースを買った際にシザーウォーカーに取り出し口へと引き摺り込まれ、無惨な死体と化した。
ジェシカ・ロペス (Jessica Lopez)
声 - 伊藤あすか / ドナ・バーク
モニカの友人の一人。惨劇の際にパニックに陥りながらモニカの部屋に助けを求める電話を掛けてくるが、モニカに発見された時にはロッカーの中で死体となっていた。彼女の死体を発見せずに進んだ場合、チャプター2クリア時に必ずバッドエンドになる。
チャプター3では殺される前に突然ルーニーに電話を掛け、エリックに気を付けるように訴える。
ケリー・バトラー (Kelly Butler)
声 - 小泉喬生 / ドナ・バーク
モニカの友人の一人。ジェシカと共にルーニーを馬鹿にしていたが、惨劇の際にはルーニーへの認識を少し改めて協力する。しかしルーニーと別れた後で殺され、クライマックスでは他の遺体と共にダンスホールに吊るされていた。
マリア・オルティス (Maria Ortiz)
声 - 清水じゅん / ドナ・バーク
大学教授。ルーニーがパーティに出てくると「いい経験」だと喜んでパーティを楽しむように言う。また、ルーニーにレナードの元から巣立つように諭す態度を見せるが、惨劇が起こると一転してルーニーを「死にたがり」呼ばわりして不安と怒りをぶつける。最後はルーニーが通気ダクトを通っている最中にシザーウォーカーに殺された。
アンジー・ブラウン (Angie Brown)
声 - 舞原ゆめ / ドナ・バーク
オシアネス号に夫のジョンと共に乗船していた女性。惨劇の中でジョンを殺害され、彼のスマートフォンを拾っていたモニカと会話する。モニカがジョンの死を伏せたため真実をしばらく知らないままだったが、やがて察する。最終的に衣料品店に隠れており、モニカが回収していたジョンの結婚指輪を、ルーニーを通じて受け取る。しかしシザーウォーカーから逃走中に衣装品店に逃げ込んでしまうと、ルーニーを庇って殺されてしまう。本作においてプレイヤーの行動で生死が分かれる唯一のキャラクター。
コービー (Cobie)
声 - 小倉直寛 / バリー・ジャーディ
オシアネス号の乗務員。惨劇の際にはエリック、レナードと行動を共にしていたが、レナードが島の調査を終えてオシアネス号に引き返す際に謎の人物に襲撃され、ルーニーがエリックと出会った時には溺死体となっていた。エリックによると舟から投げ出されたらしいが、チャプター2のラストシーンにそのような描写はなく、本当の死因は不明である。
老女 (Old lady)
声 - 栗栖パトラ
モニカとエレベーターに同乗した老女。最初は不気味な独り言を呟くのみだが、モニカがヒューズを交換した業務用エレベーターに乗った際には怪奇現象と共に再び現れ、何もしないでいるとそのままモニカを殺してしまう。一部のエンディングにも姿を見せるが、その明確な正体は語られない。ヴィゴの家族写真にはヴィゴ、ヨランダ、オットーと共にこの老女らしき人物が写っており、ヴィゴの妻、ヨランダの母である可能性が暗示されるが真相は不明。

### 敵
シザーウォーカー (Scissorwalker)
本作において主人公を追い回す不死身の殺人鬼。『クロックタワー』のシザーマンに相当し、同様に巨大なハサミを凶器として次々と猟奇殺人に手を染める。左目が無く、白頭巾を被っている。主人公を追い掛ける際には赤子の夜泣き（NightCry）のような声が聞こえる。血溜まりの中から現れるなど、シザーマンよりも物理法則を無視した出現方法を取る。シザーウォーカーに殺された者は煉獄の世界で永遠に生きるとされる。
正体はヴィゴの娘であるヨランダ・ボラドソフが怪物に変えられた成れ果て。つまり女性であり、「シザーマン」ではない。父親であるヴィゴに強姦されて「オットー」という息子を出産しており、その「オットー」こそがジェロームであることが示唆されている。シザーウォーカー化した後はヴィゴに従っていたが、クライマックスでルーニーが「カッシートの眼」を使うと突然彼女に従い、ヴィゴに復讐を果たして消えていった。
デザインは『サイレントヒル2』の三角頭のデザイナーとしても知られる伊藤暢達が手掛けている。
仮面の集団 (Faithful)
孤島にて怪しげな儀式や処刑を行っているカルト集団。男性も女性もいる模様だが、全員が仮面で顔を隠しており素顔は不明。チャプター2では彼らに見つからないように探索を進めなければならない。

## エンディング
二人の生還
ヴィゴの嗾けるシザーウォーカーに追い詰められたルーニーとモニカ。するとルーニーは突然、自分の眼球を抉り取って「カッシートの眼」を填め、シザーウォーカーに自分を怪物に変えた男に復讐するように命令する。シザーウォーカーはヴィゴを殺し、消えていく。その後、二人は救助され、事件は幕を閉じた。
トラップ・パーティ
ルーニーは仮面の集団に囲まれ、意識を失う。病院のベッドで目を覚ましたルーニーの前にジェロームが立っており、「もう大丈夫。何も心配はいらないんだ」と不気味に告げる。
煉獄の世界
エリックにもらった抗生物質を飲まなかったルーニーは突然倒れる。場面が変わり、血塗れのルーニーが虚ろに歩いていき、謎の老婆、そして同じく血塗れのモニカとすれ違う。やがてルーニーの前にコニーが現れ、皮膚の剥がれた素顔を見せて「これからはずっと一緒に遊べるね」と告げる。
予定調和の世界
ヴィゴに催眠ガスを吹き掛けられたルーニー。その後は「煉獄の世界」と同じ映像が流れるが、最後には素顔を晒したシザーウォーカーが映る。
生き残った一人
ルーニーとモニカはシザーウォーカーによって殺された。そしてエリックがただ一人救助される。
蛇の誘惑
レナードの生命維持装置を切れず、彼を苦痛から解放しなかったルーニー。エレベーターに乗り込んだ彼女の前に、レナードの頭部が脊椎ごとまるで蛇のように現れる。ルーニーに巻き付いたレナードは「これからずっと一緒だよ」と囁く。
全てが遅すぎた
惨劇から1週間後、オシアネス号は発見されるが乗員乗客は誰一人として見つからず、しかし船内には事故や事件の形跡は何も残されていなかった。
波に浮かぶ顔
モニカは仮面の集団に海へと突き落とされる。そして水面には巨大なシザーウォーカーの顔が浮かび上がっていた。

## 評価
レビュアーからの評価は概ね否定的、もしくは賛否両論だった。デストラクトイドではバグの多さ、操作性の不安定さ、ボイスの欠如などを指摘し、10点中2点を付けた。Adventure Gamersは時に非常に恐ろしいシーンがあることを評価し、本作を楽しくプレイしたがそれは過去のクロックタワーシリーズへのノスタルジックな感情のおかげだとし、実際のゲーム内の数々の不満点を挙げつつ、説明不足で不可解なストーリーに最も失望させられたと述べている。PlayStation Universeでは「身もだえし、蹴りを入れ、よだれを垂らし、ゲームとしてあり得るほぼあらゆる点で失敗している、不浄なアニメーションのビデオゲームのマネキンだ。1992年に発売されていたら、醜くてプレイ不可能と評されていただろう」とまで述べている。
一方、Digitally Downloadedは市場に訴えるためにホラーがアクションに傾倒していく中で敢えて独創的なアイデアに挑戦した開発陣を賞賛し、本作が人を選ぶものであると前置きした上で「野心と独自のビジョンが、伝統的なゲームプレイに未来があると心から思わせてくれる」と評価している。レッドブルは「インディーゲームだからこそのクリエイティビティを最大限に発揮して開発された」「最新AAAタイトルでのトリガーハッピーや、大規模なオブジェクト破壊への感度が鈍ってきたゲーマーにこそ、じっくりと味わってほしい作品」と評している。
AUTOMATONは「精神的続編というテーマに関しては完璧の着地点」「古典ホラーを追求したエンターテイメントとしては、原点の精神を継承した珠玉の逸品」としながらも「作家性に技術面が置き去りにされた悲劇の完成度」と評し、細かいところで目立つ粗を指摘している。河野自身、「PC版の完成までは作家性だけで突っ走ってきた」とし、予算や時間の都合で妥協せざるを得なかった点も決して少なくなく、数知れないシーンをカットしたと明かしている。